# Sinforiano e Timóteo
Sinforiano (em latim: Symphorianus), Timóteo (em latim: Timotheus) e Hipólito são três mártires cristãos que, apesar de não relacionados entre si e mortos em diferentes lugares, compartilhavam um mesmo dia de festa no Calendário Geral Romano, pelo menos entre 1568 (Calendário Tridentino) e 1969 (Mysterii Paschalis).

## Sinforiano
De acordo com a tradição, do século V, São Sinforiano de Autun foi decapitado ainda jovem durante uma perseguição aos cristãos no reinado de Marco Aurélio. Ele era filho de um senador chamado Fausto e estudou em Autun. Ele foi levado perante o governador Heráclio por não idolatrar a deusa Cibele e, ao invés disso, ter solicitado ferramentas para destruir a estátua. Por ser de uma família nobre, Sinforiano foi preso, flagelado e recebeu a chance de se desculpar. Depois de recusar propinas para que o fizesse, se manteve firme em suas convicções.
Sua mãe, a beata Augusta (?) estava ao seu lado encorajando-o enquanto ele era levado para sua execução em 22 de agosto de 178 e assistiu à morte do filho. Nas redações mais antigas, encontramos uma sentença gaulesa que ela teria gritado a partir das muralhas da cidade: "nate, nate, synphoriane, mentobeto to diuo". Em latim, ela pode ser entendida como "gnate, gnate, mentobe to diwo" ("filho, filho, ó sinforiano, lembra de teu deus!").
Segundo a também lendária Passio de São Benigno de Dijon, Sinforiano era um jovem nobre que teria sido convertido ao cristianismo por ele em Autun.

### Veneração
O bispo Eufrônio (m. 490) construiu uma bela igreja sobre o túmulo de Sinforiano, ligada a um mosteiro da Congregação de Santa Genoveva (em francês:  Congregation of Sainte-Geneviève), que perdurou de 1656 até sua supressão em 1791, durante a Revolução Francesa. O abade Germano de Paris, que depois foi bispo de Paris, dedicou uma capela ao santo no local. Genésio de Clermont construiu uma igreja dedicada a ele em Clermont.
São Sinforiano é o padroeiro de Autun. Sua veneração se espalhou desde muito cedo entre os francos e era particularmente popular em Tours, onde São Gregório de Tours relata um milagre realizado por ele.

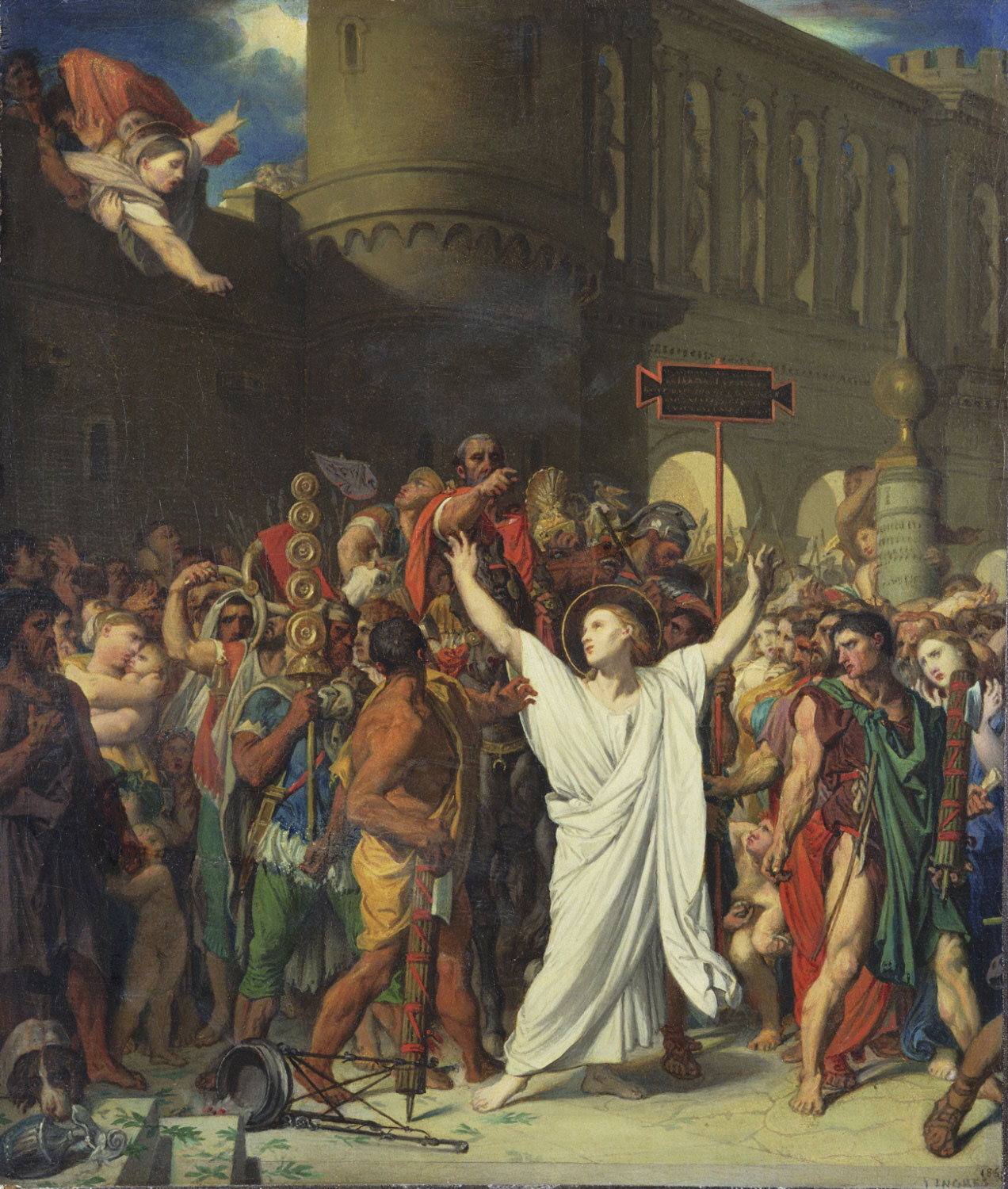
O Martírio de São Sinforiano, por Jean-Auguste Dominique Ingres, 1834

## Timóteo
Durante o pontificado do papa Melquíades (r. 311–313), São Timóteo veio de Antioquia para Roma, onde pregou por quinze meses e viveu com Silvestre, que depois tornou-se papa. O prefeito da cidade, Tarquínio Perpena, ordenou que ele fosse preso, torturado e decapitado em 311. Uma cristã chamada Theon o enterrou em seu jardim.
A história de Timóteo foi contada na hagiografia de São Silvestre e seu nome já aparece nos primeiros martirológios.

## Hipólito
A festa de 22 de agosto de Santo Hipólito de Roma era uma duplicação de sua outra festa em 13 de agosto e, por isso, foi excluída do Calendário Geral Romano quando ele foi revisado em 1969. As edições mais antigas do Martirológio Romano se referem ao Hipólito do dia 22 como "bispo do Porto". A Enciclopédia Católica vê isto "relacionado com a confusão sobre o presbítero romano que aparece nos 'Atos dos Mártires do Porto'. Não se comprovou ainda se a memória deste última estava localizada em Porto meramente em conexão com a lenda de Prudêncio, sem nenhuma outra base, ou se uma pessoa chamada Hipólito foi realmente martirizada em Porto e depois confundida com o Hipólito de Roma